# الزيج الإلخاني
الزيج الإلخاني (بالفارسية: زیجِ ایلخانی) أو الجداول الإلخانية هو كتاب زيج مع جداول فلكية لحركات الكواكب. قام بإعداده عالم الفلك المسلم ناصر الدين الطوسي بالتعاون مع فريقه من علماء الفلك في مرصد المراغة. وقد كُتب بالفارسية ثم تُرجم إلى العربية.
يتكوّن الكتاب من أربعة مقالات في التاريخ وسير الكواكب ومواضعها وأوقات المطالع وأعمال النجوم.
يحتوي الكتاب على جداول لحساب مواقع الكواكب وأسماء النجوم. تضمنت البيانات المستمدة من الملاحظات التي تمت على مدار 12 عامًا في مرصد المراغة، الذي اكتمل عام 1272. كانت مواقع كواكب الزيج الإلخاني، المستمدة من زيج ابن الأعلم وابن يونس (القرن العاشر الميلادي)، مخطئة لدرجة أن علماء الفلك في وقت لاحق، مثل شمس الدين محمد الوابكنوي (1254 -1320م) وركن الدين العامولي انتقدوها بشدة.
حدد الزيج الإلخاني استباقية الاعتدال عند 51 ثانية قوسية في السنة، وهو قريب جدًا من القيمة الحديثة البالغة 50.2 ثانية قوسية. يصف الكتاب أيضًا طريقة الاستيفاء بين المواقف المرصودة، والتي يمكن وصفها في المصطلحات الحديثة بأنها مخطط استيفاء من الدرجة الثانية.

## التاريخ
يعتقد هولاكو خان أن العديد من نجاحاته العسكرية كانت بسبب نصيحة علماء الفلك (الذين كانوا أيضًا منجمين)، وخاصةً الطوسي. لذلك، عندما اشتكى الطوسي من أن طاولته الفلكية عمرها 250 سنة، أعطى هولاكو الإذن لبناء مرصد جديد في مكان يختاره الطوسي (اختار المراغة). عمل عدد من علماء الفلك البارزين مع الطوسي هناك، بمن فيهم محي الدين المغربي وقطب الدين الشيرازي ومؤيد الدين العردي من دمشق. علاوة على ذلك، تم جلب تأثير علم الفلك الصيني، الذي جلبت تجربته الفلكية تحسينات على النظام البطلمي الذي استخدمه الطوسي؛ يمكن رؤية آثار النظام الصيني في الزيج الإلخاني. نُشرت الجداول في عهد أباقا خان، نجل هولاكو، وسُميت على اسم راعي المرصد. كانت شائعة حتى القرن الخامس عشر.
بعض الجداول الفلكية الإسلامية مثل (الزيج السنجري) للخازن تُرجمت إلى البيزنطية اليونانية من قبل غريغوري تشونيادس ودُرّست في الإمبراطورية البيزنطية. تشونيادس نفسه درس تحت شمس الدين البخاري، الذي كان يعمل في مرصد مراغة بعد وفاة الطوسي.